# General Jugoslovanske ljudske armade
General Jugoslovanske ljudske armade (srbohrvaško: General Jugoslovenske narodne armije; srbsko: Генерал Југословенске нардоне армије) je bil najvišji generalski vojaški čin Jugoslovanske ljudske armade.

## Zgodovina
Nikoli ga ni nosil nihče. General Ivan Gošnjak (kot obrambni minister) je bil predlagan za ta čin, a nikoli ni bil povišan.